# Traité de Londres (1795)
Pour les articles homonymes, voir Traité de Londres.
 Voir le traité sur Wikisource
Le traité de Londres de 1795, appelé en anglais le Jay Treaty (d’après le nom de John Jay, président de la Cour suprême des États-Unis), est signé par les États-Unis et la Grande-Bretagne le 19 novembre 1794. Il vise à résoudre certains désaccords qui avaient surgi à la suite de la indépendance américaine, malgré le traité de Paris de 1783.

## Enjeux
Lors de son deuxième mandat, le président américain, George Washington, se concentre sur la politique étrangère. L’urgence de renégocier avec le gouvernement britannique cause l'envoi à Londres de John Jay, le président de la Cour suprême et un spécialiste des traités qui est relativement anglophile. Les Américains veulent traiter d'un certain nombre de points de discorde : 
- Sur le territoire américain dans la région des Grands Lacs, les Britanniques occupaient encore un certain nombre de forts.
- Les négociants américains voulaient des compensations pour les navires et les marchandises confisqués pendant la guerre d'indépendance.
- Les États du sud réclamaient des compensations pour les esclaves que les Britanniques leur avaient pris pendant la révolution.
- Les hommes d’affaires voulaient  que les Antilles soient rouvertes au commerce américain.

Les négociations de Jay avec les Britanniques ne sont pas particulièrement un succès.
Certes, les Britanniques acceptent d’évacuer les forts occidentaux et d'indemniser les propriétaires de navires américains. En échange, ils reçoivent des Américains le statut commercial de la « nation la plus favorisée ».
Cependant, les Britanniques refusent de donner davantage de concessions tant que les États-Unis n'ont pas fourni de compensations pour les nombreuses  propriétés loyalistes saisies après la guerre d'indépendance. Les Britanniques refusent aussi de permettre le commerce entre les États-Unis et les Antilles, notamment pour affaiblir les Antilles françaises.
De plus, le traité ne statue pas sur d'autres désaccords entre les deux nations : 
- L'enrôlement forcé des marins (la presse) de souche britannique par la Royal Navy durant le conflit .
- la délimitation des frontières dans le Nord-Est et dans le Nord-Ouest.

Ces points de désaccord ne sont finalement réglés qu'après la guerre de 1812, par le traité de Gand.

## Péripéties de l'adoption
Ce traité a été soumis pour ratification au Sénat américain le 8 juin 1795. Le 24 juin, le Sénat a passé une résolution notifiant au président d'amender le traité en suspendant l'article 12, qui concernait le commerce entre les États-Unis et les Antilles.
Les Britanniques ayant envisagé de protéger leur principale source d'approvisionnement en coton, les Antilles, en interdisant les importations de coton américain, le Sénat américain refuse cet article 12.
La nouvelle version de l'article 12 prévoit qu'il est interdit de transporter sur un bateau américain du sucre, du coton ou toute autre denrée coloniale vers tout autre pays que les États-Unis. L'idée est toujours de réserver le coton américain aux usines américaines, comme dans la précédente version, mais en permettant à ces dernières de nouer aussi des liens commerciaux avec les producteurs des Antilles. Elle a été jugée pire que la précédente, ce qui a entraîné l'impopularité de Jay.
Le 14 août, le Sénat ratifie le traité avec la condition que le traité contienne des phrases spécifiques quant à la résolution du 24 juin sur l'article 12. Le traité est ratifié par la Grande-Bretagne le 28 octobre 1795, et les ratifications ont été échangées à Londres puis proclamées le 29 février 1796.
De nombreux Américains sont fort mécontentés par cet accord, et il y a de nombreuses protestations publiques aux États-Unis contre Jay et son traité. Un cri populaire est lancé :

« Maudissez John Jay ! Maudissez tous ceux qui ne maudiront pas John Jay ! Maudissez tous ceux qui ne mettront pas de lumières à leur fenêtre en s’y asseyant toute la nuit pour maudire John Jay. »

— (William Weeks, Building the Continental Empire, p. 23)
Cependant, le conseiller Alexander Hamilton a convaincu Washington que c'était le meilleur traité qui puisse être espéré et Washington accepte de le signer. Cette action pousse Thomas Jefferson, en diplomate international fortement francophile, à commencer à former un groupe actif et ouvertement en opposition à Hamilton et ses associés anglophiles. Le groupe de Jefferson s'appelle « les Républicains » ou encore le parti français à Washington et se nomme plus tard le Parti républicain-démocratique.
De plus, ce traité autorisant la marine britannique à confisquer les marchandises d'origine française transportées sur les navires des États-Unis est la raison de la décision de la Convention thermidorienne de bloquer les bateaux américains dans les ports français et d'autoriser la guerre de course. Cela cause le gouvernement américain à décréter en 1798 la quasi-guerre.
Du côté britannique, le coton de Saint-Domingue ne suffit rapidement plus à satisfaire la « famine de coton » des premiers entrepreneurs du coton, dont les nouvelles machines permettent de multiplier la production cent fois. Après avoir cru pouvoir combattre la révolte noire de Saint-Domingue par le traité de Whitehall de 1794, les Britanniques tentent d'amadouer Toussaint Louverture lors de la convention commerciale tripartite de 1799 et se rendent compte qu'ils ont besoin du coton américain, qu'ils encouragent lors du traité de Londres en acceptant pour les Espagnols la libre circulation sur le sud du Mississippi, ce qui dopera la culture de coton dans le District de Natchez .
Enfin, avant le traité, la taxe à l'importation de coton votée en 1789 par le Congrès américain permet d'encourager le retour sur le sol américain des planteurs de coton des Bahamas en décidant une barrière douanière de 3 cents par livre de coton. Grâce à cette taxe, une variété de coton à poils longs, le Sea Island cotton, cultivée aux Bahamas pendant la guerre d'indépendance par des loyalistes britanniques exilés, est implantée sur le littoral de Caroline du Sud et de Géorgie, d'où elle provient.